# جاش امت
جاش امت (انگلیسی: Josh Emmett؛ زادهٔ ۴ مارس ۱۹۸۵) ورزشکار هنرهای رزمی ترکیبی اهل ایالات متحده آمریکا است. وی از سال ۲۰۱۱ میلادی تاکنون مشغول فعالیت بوده‌است.
او در حال حاضر در بخش پر وزن سازمان یواف‌سی رقابت می‌کند. امت که از سال ۲۰۱۱ به عنوان یک مبارز حرفه‌ای فعالیت می‌کند، برای عنوان کینگ آو د کیج نیز رقابت کرده است. در ۱۵ ژوئیه ۲۰۲۵، او در رتبه هشتم رده‌بندی پر وزن یواف‌سی قرار دارد.